# Ingegneria dei trasporti

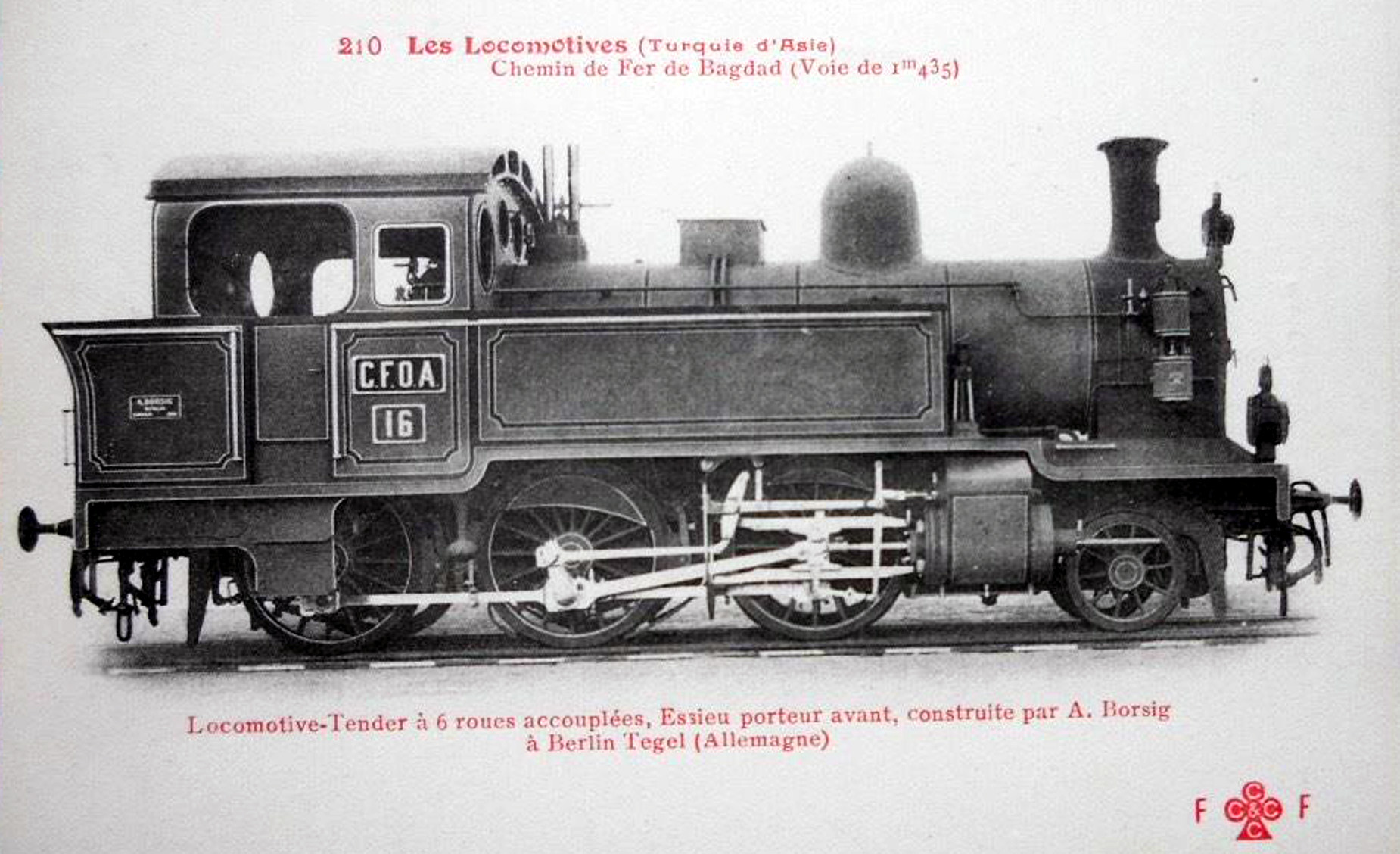
Vecchia locomotiva a vapore

L'ingegneria dei trasporti è la branca dell'ingegneria che si occupa di tutti i vari tipi di trasporti (stradale, ferroviario, navale ed aereo) nei loro vari aspetti. In Italia è prevalentemente studiata nei corsi di Laurea in Ingegneria civile (indirizzi sui Trasporti o sulle Infrastrutture), Ingegneria meccanica (Trasporti), Ingegneria gestionale (indirizzi Trasporti o Logistica), nonché in corsi di laurea dedicati specificatamente all'"Ingegneria dei Trasporti".
Materie tipiche dell'ingegneria dei trasporti sono inoltre insegnate in altri orientamenti o indirizzi di corsi di laurea di Ingegneria (ad esempio: Ingegneria Elettrica e Meccanica per argomenti inerenti alla trazione ed agli impianti, Ingegneria aerospaziale/Ingegneria aeronautica ed Ingegneria ambientale nonché presso le Facoltà di Architettura).

## Descrizione

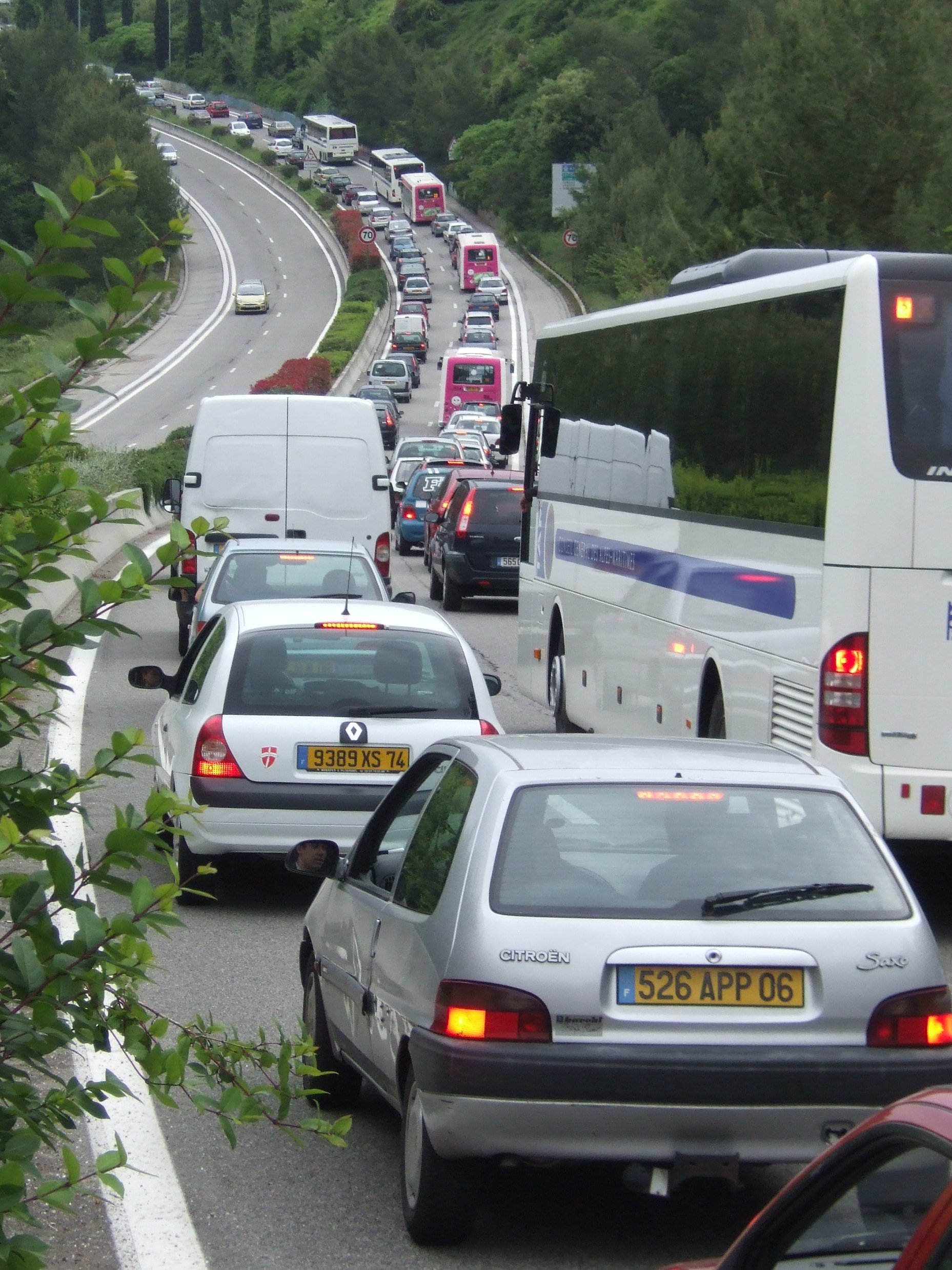
Deflusso veicolare

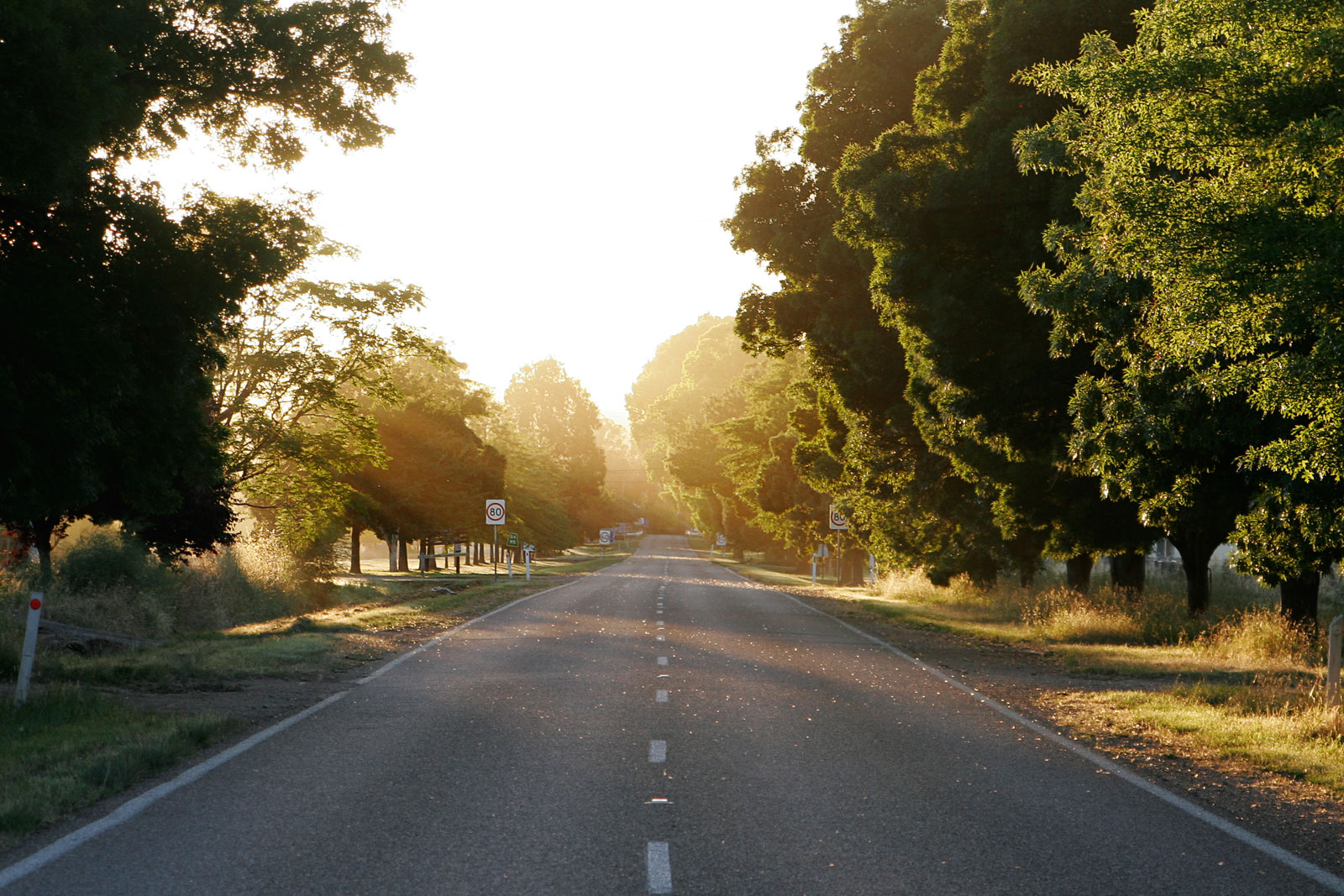
Strada nei boschi

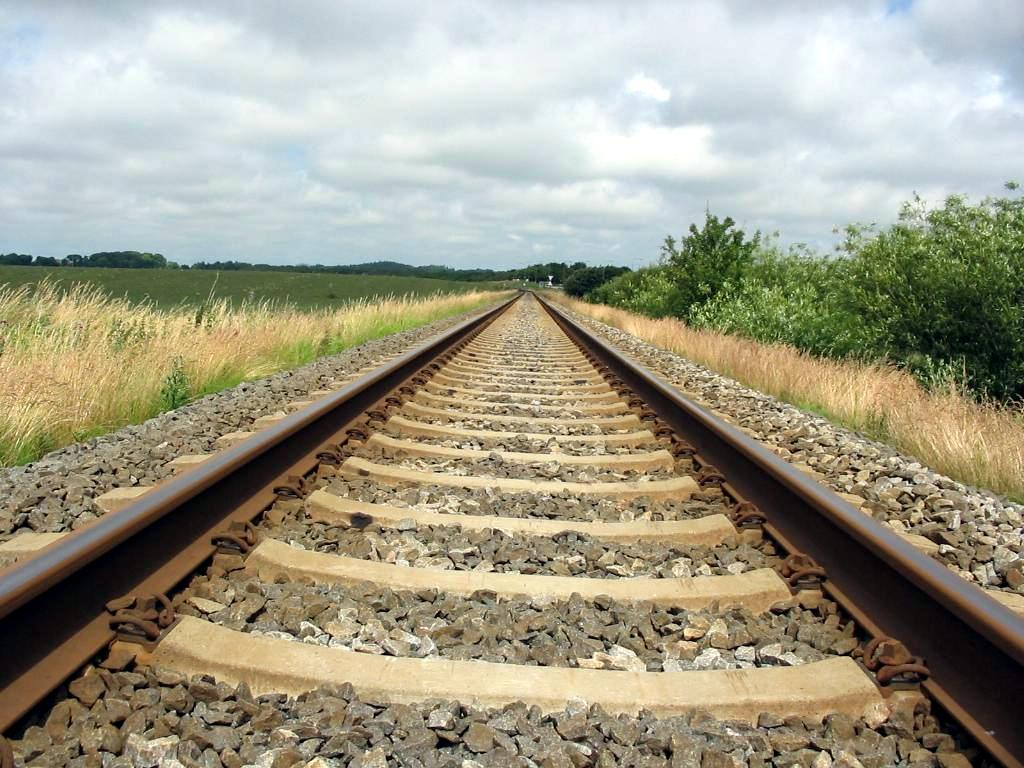
Linea ferroviaria

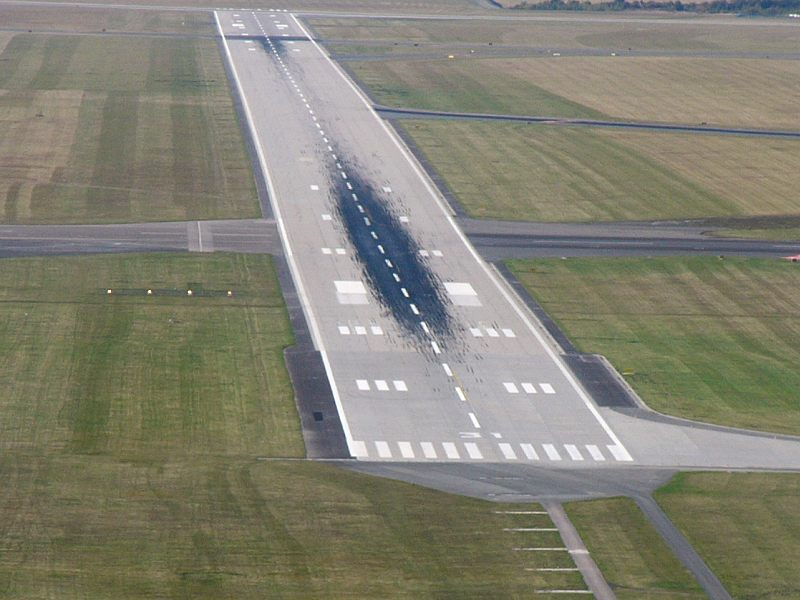
Pista di atterraggio/decollo di un aeroporto

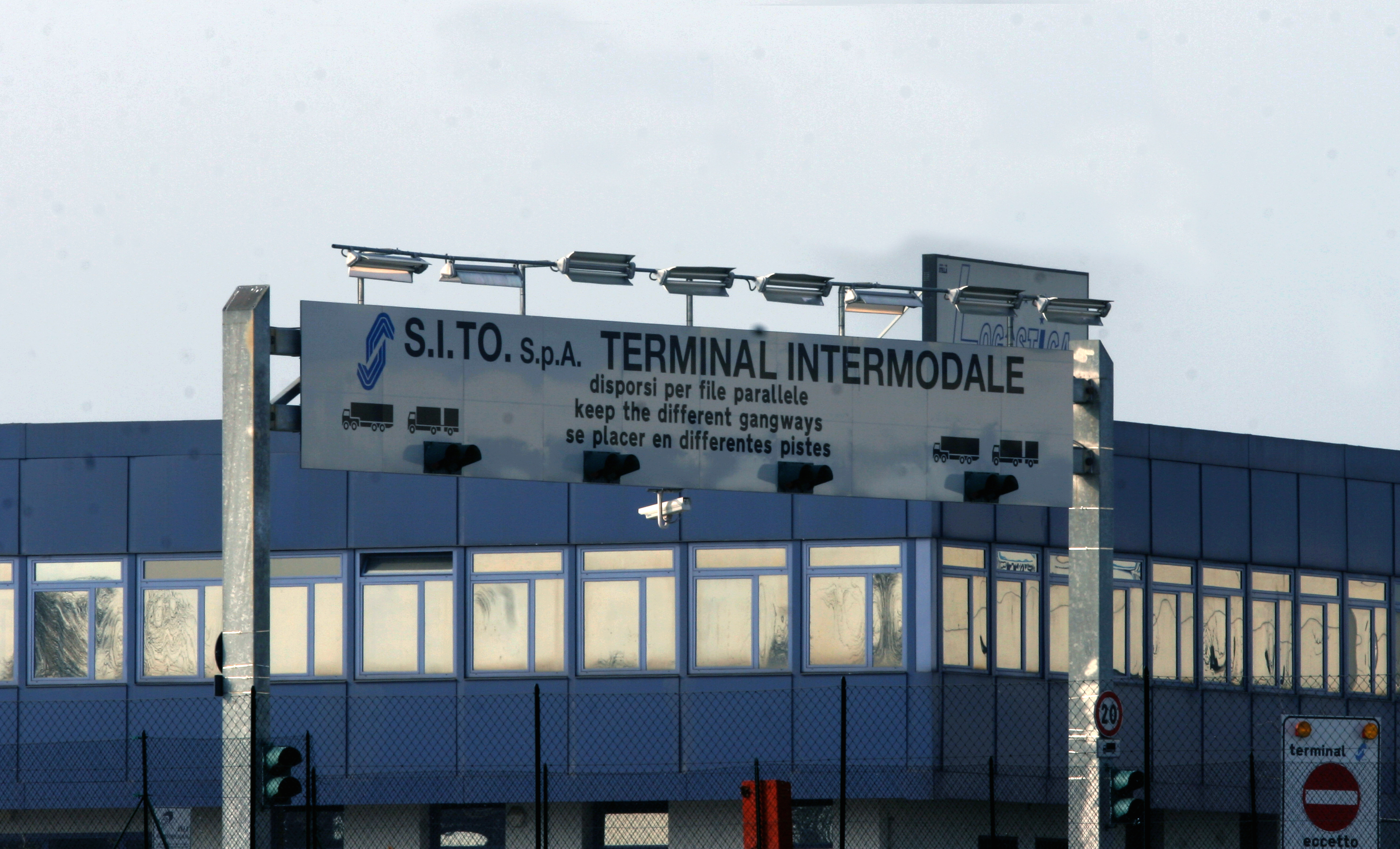
Terminal di un aeroporto

L'ingegneria dei trasporti classicamente nasce come branca dell'Ingegneria civile e dell'Ingegneria Meccanica, specie in questo caso con riferimento ai sistemi di trasporto ad impianto fisso (ferrovie, metropolitane, impianti a fune, sistemi di trasporto non convenzionali, terminali) ed all'innovazione tecnologica per i trasporti; in tempi più recenti la trasversalità della disciplina si è estesa anche alle applicazioni ed integrazioni della telematica nei sistemi di trasporto (telematica per i trasporti, "Intelligent Transport Systems" o "ITS"). Per lo studio delle reti di trasporto originariamente si basava solo su metodologie qualitative. Con lo sviluppo dei computer e la conseguente introduzione di modelli quantitativi, l'analisi delle reti di trasporto si trasforma in Ingegneria dei sistemi di trasporto.
L'ingegneria dei trasporti attualmente si occupa della domanda e dell'offerta di trasporto e delle loro interazioni.
Fra gli argomenti caratteristici dell'Ingegneria dei trasporti vi sono:
- lo studio del traffico stradale;
- modellistica per l'analisi della capacità delle infrastrutture di trasporto;
- modellistica per la simulazione del deflusso veicolare;
- modellistica per l'analisi della domanda di trasporto;
- modellistica per la previsione della domanda, tra cui il più diffuso sistema a quattro stadi:
- modello di generazione;
- modello di distribuzione;
- modello di scelta modale;
- modello di scelta del percorso o assegnazione;
- modellistica per la simulazione del livello di traffico sulle reti dei trasporti (modelli di "assegnazione", o di interazione  domanda-offerta);
- tecniche di organizzazione ed esercizio dei sistemi di trasporto;
- economia dei trasporti;
- progettazione funzionale di Infrastrutture stradali, ferroviarie ed aeroportuali;
- progettazione funzionale di Infrastrutture Terminali per i Trasporti ed Impianti di trasporto;
- Veicoli Terrestri (con particolare riguardo per i veicoli per il trasporto organizzato) e Sistemi di Trazione (con particolare riguardo per la sicurezza, il consumo energetico e l'interazione via-veicolo)
- impianti per il controllo e la circolazione ferroviaria e stradale;
- sicurezza dei trasporti e del traffico;
- telematica per i trasporti;
- logistica esterna, con particolare riguardo per il trasporto organizzato, alle tecniche di ottimizzazione nel trasporto delle merci, alle tecniche ed attrezzature di movimentazione delle merci e delle unità di trasporto intermodali (UTI).

### Sistema di trasporto
Tra le lauree correlate vi è la laurea specialistica in Ingegneria dei Sistemi di Trasporto.
Per sistema di trasporto si intende quell'insieme di componenti che, con le loro reciproche relazioni, realizzano la produzione ed il consumo di uno o più servizi di trasporto in uno specifico contesto ambientale.
Un sistema di trasporto si può scindere in due sottosistemi: il primo sottosistema, denominato sistema di domanda, è costituito dagli utenti (persone e merci) del sistema di trasporto, il secondo sottosistema, denominato sistema di offerta, è formato, unitamente alla loro organizzazione e alle prestazioni fornite, dai mezzi che realizzano la locomozione (strade, veicoli, ecc.). Le caratteristiche e le interazioni che si stabiliscono tra questi due sottosistemi sono condizionate dall'ambiente circostante; tali condizionamenti esterni costituiscono il sistema delle attività.
Per poter studiare, da un punto di vista quantitativo, un sistema di trasporto si ricorre di norma ad un modello matematico che simula le modificazioni e le interazioni tra le componenti del sistema stesso. 
Un siffatto modello matematico può essere scomposto in un sottomodello che permette la determinazione di una stima della domanda di trasporto (modello di domanda), in un sottomodello che simula le caratteristiche del sistema di offerta (modello di offerta) ed in un sottomodello che simula le interazioni tra la domanda di trasporto ed il sistema di offerta.

### Corsi di laurea in Ingegneria dei Trasporti in Italia
- Sapienza Università di Roma (solo laurea magistrale)
- Politecnico di Milano (non più attivo nel nuovo ordinamento)
- Università degli Studi di Napoli Federico II
- Università degli Studi Roma Tre
- Università degli Studi di Firenze (non più attivo)
- Università degli Studi di Catania

Afferenti alla classe di laurea in "Scienze dell'Economia e della Gestione Aziendale (L18)" (e non ad Ingegneria), sono attivi i corsi di laurea in "Economia delle aziende marittime, della logistica e dei trasporti" a Genova, e di "Logistica e Trasporti" all'Università "Parthenope" di Napoli.

### Corsi di laurea in Ingegneria Civile e Meccanica con Indirizzo Trasporti in Italia
- Politecnico di Torino
- Politecnico di Bari
- Politecnico di Milano
- Università Politecnica delle Marche
- Università di Genova
- Università degli Studi di Roma "Tor Vergata"
- Alma Mater Studiorum di Bologna
- Università di Pisa
- Università degli Studi di Napoli Federico II
- Università degli Studi di Salerno
- Università della Calabria
- Università degli Studi di Messina
- Università degli Studi di Padova
- Università degli Studi di Trieste
- Università dagli Studi di Reggio Calabria
- Università degli Studi di Palermo
- Università degli Studi di Cagliari
- Università degli Studi di Catania